# 佐々木裕次郎
佐々木 裕次郎（ささき ゆうじろう、1993年12月27日 - ）は、ジャパンラグビーリーグワンの釜石シーウェイブスRFCに所属するラグビー選手。

## プロフィール
- 岩手県北上市出身[1]。
- ポジションはセンター(CTB)。
- 身長 175 cm、体重 87 kg
- ニックネームはゆうじろう[2]。
- U20日本代表に選ばれたことがある[3]。

## 略歴
2012年、黒沢尻工業高校卒業後、東海大学に入る。
2016年、東海大学卒業後、釜石シーウェイブスRFCに加入。同年9月10日に行われたトップイーストリーグDiv.1第1節の秋田ノーザンブレッツ戦に先発出場で公式戦初出場を果たす。